# Bajm
Bajm — польський поп-рок гурт, заснований 1978 року у Любліні. Склад гурту багато разів змінювався, проте вокалісткою гурту впродовж всієї його історії є Беата Козідрак.
Гурт став відомим після виступу на фестивалі у Ополі у 1978 році. Завдяки пісні «Piechotą do lata» гурт зайняв друге місце на концерті дебютів.
Назва гурту походить від перших букв імен засновників: Беати Козідрак, Анджея Пйетраса, Ярослава Козідрака і Марка Вінярського.
Від 1993 року до гурту складу гурту входять: Беата Козідрак, Адам Драт, Пйотр Бєлецький, Артур Данєвський, Кшиштоф Нєсцьор, а 2000 року приєдналася Марія Добжанська.

## Дискографія
- Bajm 1983
- Martwa woda 1984
- Chroń mnie 1986
- Nagie skały 1988
- Biała armia 1990
- The best I 1992
- Płomień z nieba 1993
- The best II 1993
- Etna 1995
- Ballady 1997
- Szklanka wody 2000
- Martwa woda 2003 (нова версія альбому 1984 року)
- Myśli i słowa 2003
- Ballady 2 2008